# Kostel Nejsvětější Trojice (Praha, Trojická ulice)
Kostel Nejsvětější Trojice v Podskalí je římskokatolický farní kostel uprostřed bývalé pražské obce Podskalí, na Novém Městě v Praze 2, Trojické ulici. Jedná se o prostou, původně gotickou, barokně přestavěnou budovu s věží z roku 1782. Je chráněn jako kulturní památka České republiky.

## Historie

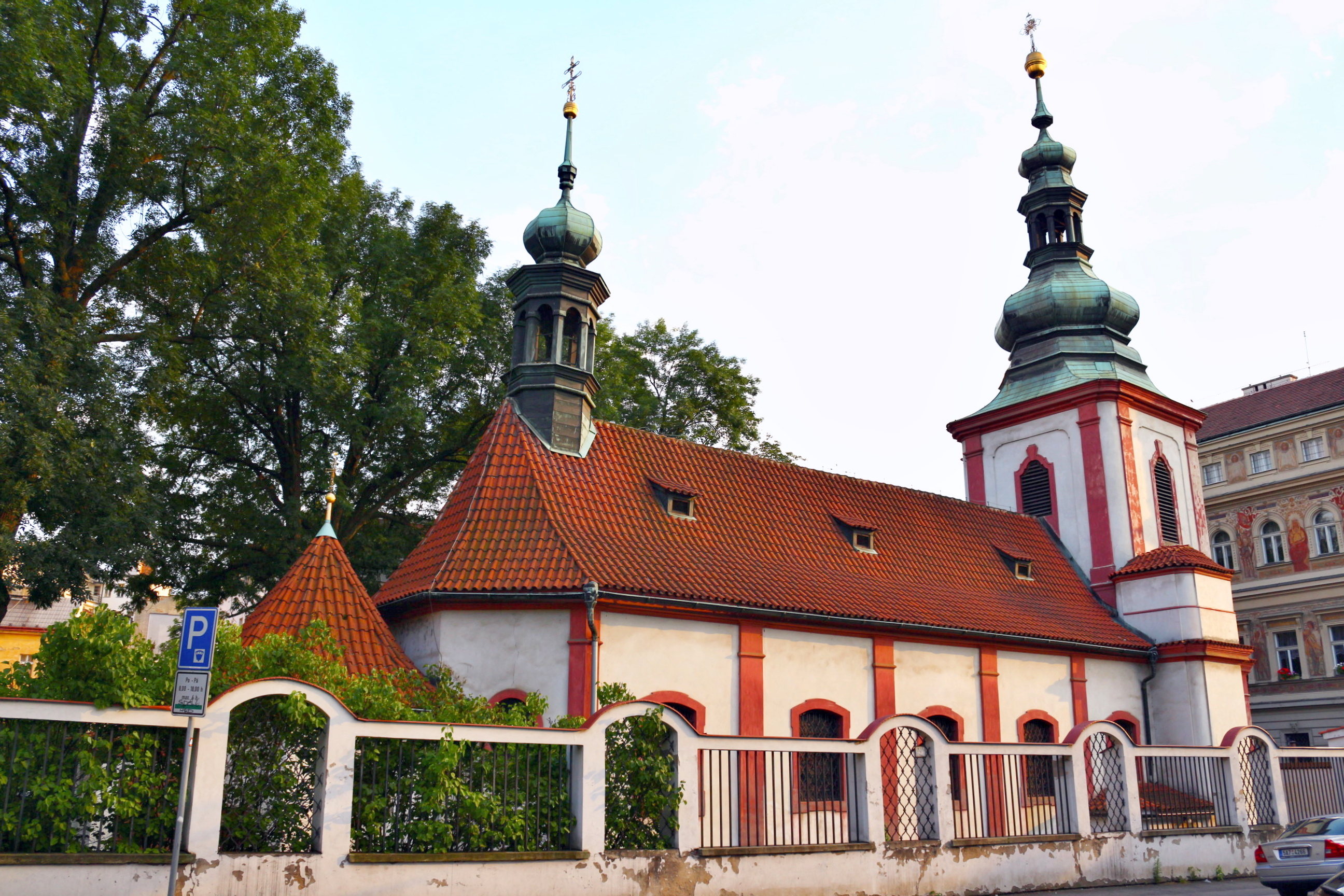
Kostel Nejsvětější Trojice v Podskalí

Gotická kaple zasvěcená sv. Ondřejovi (podle jiných pramenů sv. Antonínovi) vznikla snad na základech starší stavby počátkem 14. století, je doložena roku 1358 a byla nazývána kaplí všech řemeslníků. Má se za to, že sloužila potřebám řemeslníků, kteří po 25 let pracovali na stavbě blízkého Emauzského kláštera a podle některých badatelů tento chrám byl v proporcích zmenšenou kopií klášterního chrámu. Za husitských válek byla kaple vypálena a při obnově roku 1460 dostala nové patrocinium Nejsvětější Trojice.
Náročnější barokní přestavba podle plánů P. I. Bayera z roku 1724 se neuskutečnila, ale roku 1728 byla loď výrazně prodloužena, kostel přestavěn a vyzdvižena mohutná věž s cibulovitou bání, závěr nicméně zůstal zachován. Roku 1751 byla k jižní stěně přistavěna čtvercová kaple Kalvárie a v letech 1781-1782 věž a patrně také osmiboká sakristie. Roku 1871 byl kostel opraven a přistavěno zádveří ke vchodu na kůr. Kolem poloviny 19. století byla v jihovýchodním koutě dvora postavena márnice.

## Popis
Jednolodní podlouhlá stavba s pětibokým gotickým závěrem, osmibokou sakristií na východním a s věží na západním konci. Presbytář není oddělen vítězným obloukem, nepravou klenbu v pěti polích oddělených pasy tvoří dřevěná omítaná konstrukce. Nad portálkem do sakristie byly objeveny zbytky gotické fresky. Prostorná kruchta je podklenuta i zaklenuta plackou, stejně jako kaple Kalvárie.
Mobiliář kostela je vrcholně barokní z poloviny 18. století, titulní obraz sv. Trojice na hlavním oltáři je patrně starší. Nad průměr vyniká oltář v kapli Kalvárie. V kostele je řada náhrobních kamenů z 16.-18. století. Na věži jsou dva zvony od Brikcího z Cimperka z let 1559 a 1594, s českými a latinskými nápisy..

## Odrazy v kultuře
- V románu Ignáta Herrmanna U snědeného krámu se v kostele odehrává svatba hlavního hrdiny Martina Žemly.

## Současnost
V současnosti (2024) je kostel farním kostelem podskalské farnosti. Pravidelné nedělní bohoslužby zde slouží salesián P. Josef Šplíchal, nepravidelné večerní bohoslužby pak sloužívá salesián P. Ladislav Heryán.